# Dendrobates auratus
Espèce
Synonymes
- Phyllobates auratus Girard, 1855 "1854"
- Dendrobates latimaculatus Günther, 1859 "1858"
- Dendrobates amoenus Werner, 1901

Statut de conservation UICN

 LC  : Préoccupation mineure
Statut CITES
Dendrobates auratus est une espèce d'amphibiens de la famille des Dendrobatidae.

## Répartition
Cette espèce se rencontre de manière naturelle du niveau de la mer jusqu'à 1 000 m d'altitude dans le sud du Nicaragua, au Costa Rica, au Panama et dans le bassin du río Atrato en Colombie.
Elle a été introduite à Oahu à Hawaï.

## Habitat
Dendrobates auratus vit dans la forêt tropicale humide.

## Description
Les mâles mesurent de 25,0 à 39,5 mm et les femelles de 27,0 à 42,0 mm.

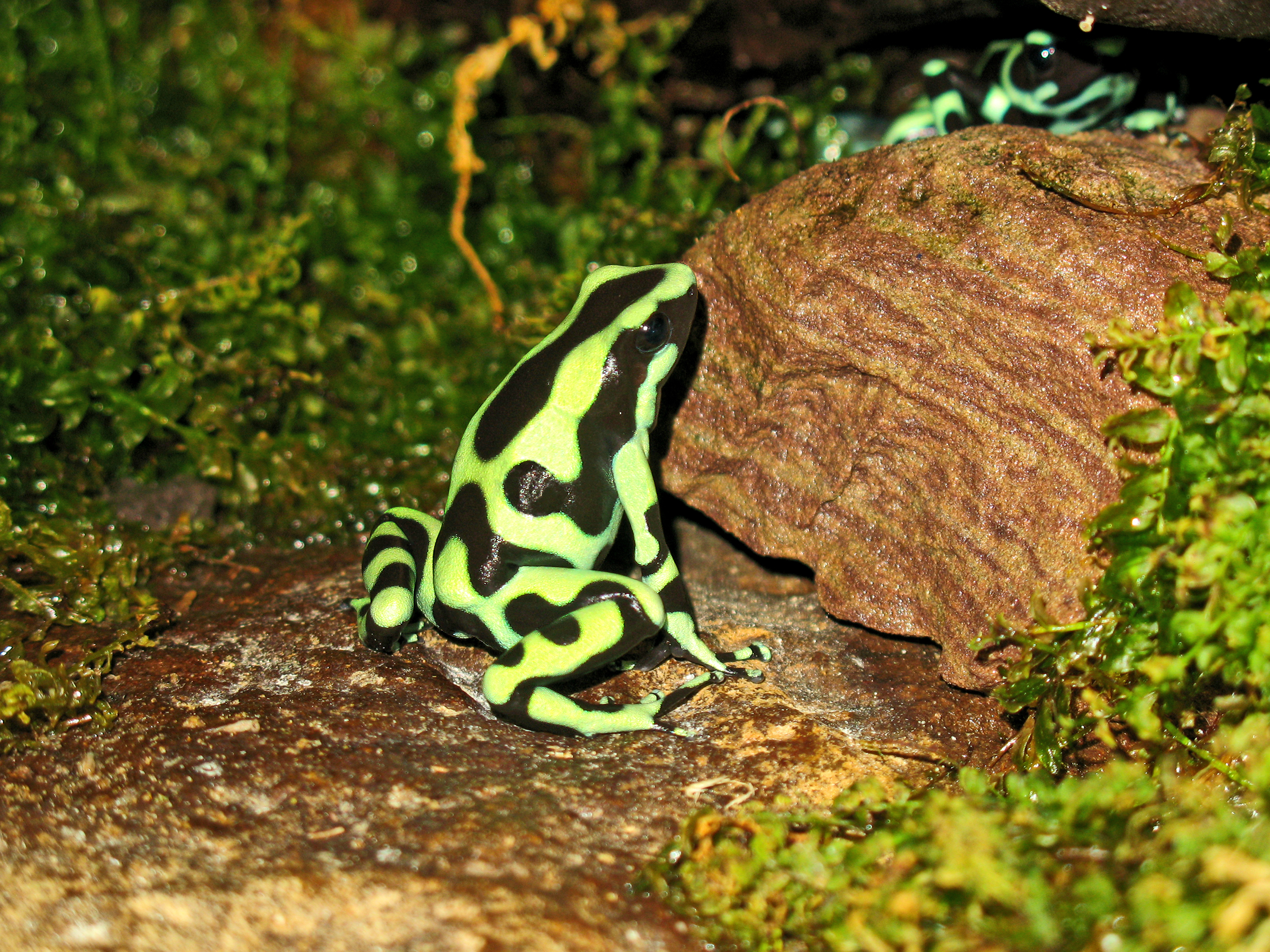
Dendrobates auratus

Dendrobates auratus a une espérance de vie de huit ans en captivité. Elle atteint sa maturité sexuelle à l'âge de 12-15 mois et pond une douzaine d'œufs.

## Alimentation
Cette espèce consomme de petits arthropodes, comme des fourmis ou des acariens.

## Captivité
On retrouve cette espèce en terrariophilie.

## Publication originale
- Girard, 1855 "1854" : Abstract of a Report to Lieut. James M. Gilliss, U.S.N., upon the Reptiles collected during the U.S.N. Astronomical Expedition to Chili. Proceedings of the Academy of Natural Sciences of Philadelphia, vol. 7, p. 226–227  (texte intégral).

## Galerie

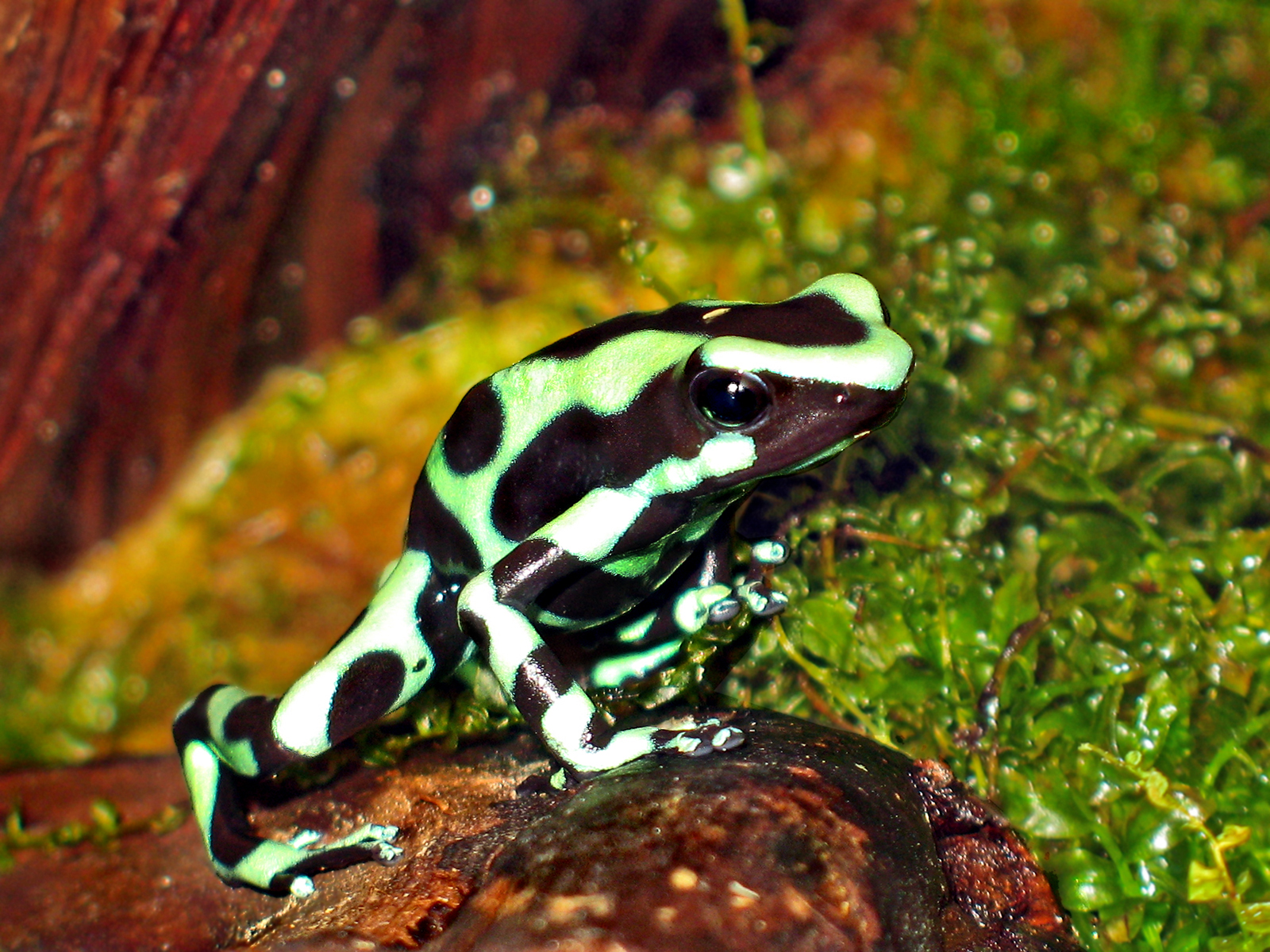
Dendrobates auratus
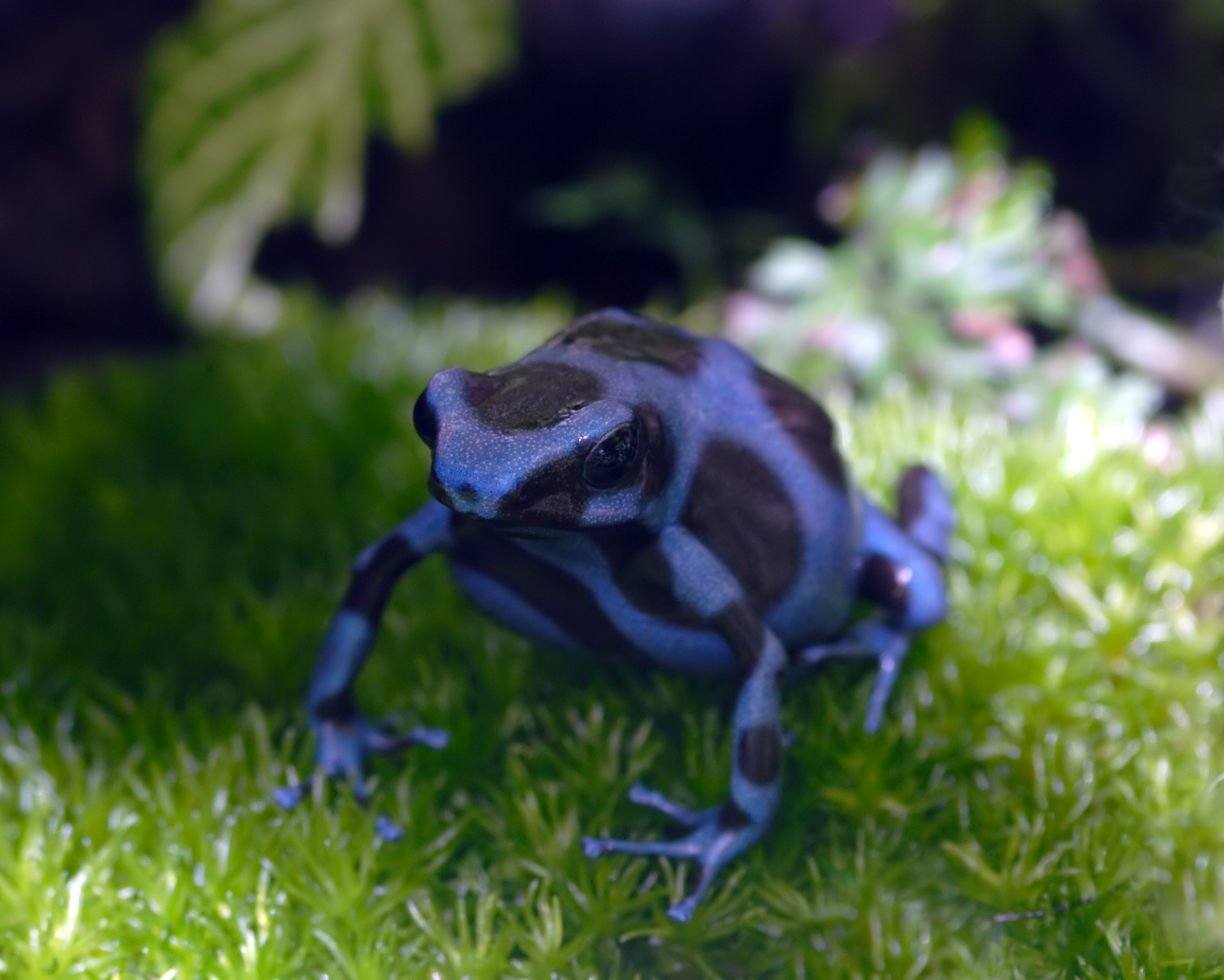
Dendrobates auratus de forme bleue
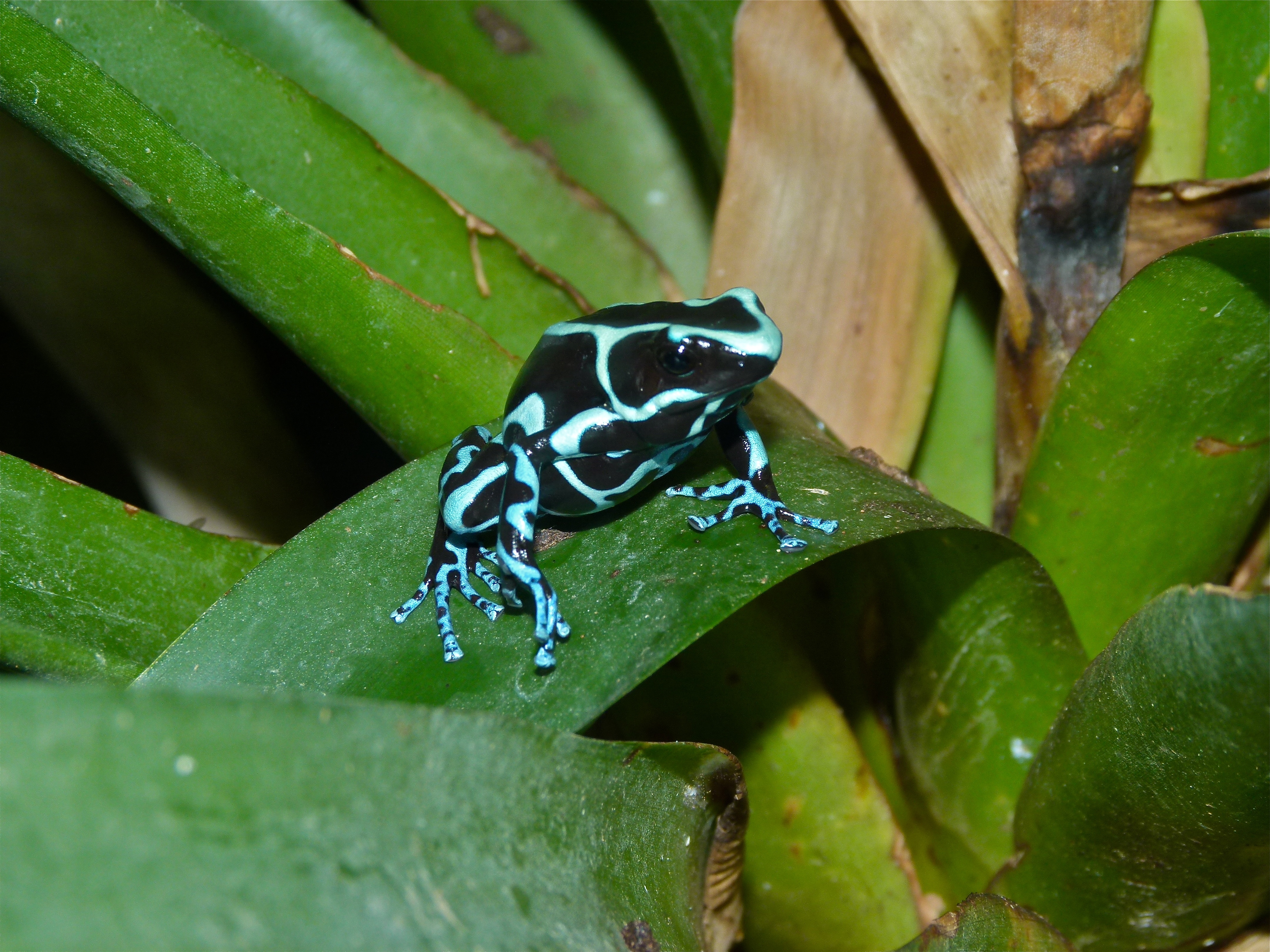
Dendrobates auratus (Zoo du Lunaret, Montpellier, France)